# あべぴょん
『あべぴょん』は、自由民主党の公式携帯電話アプリゲーム。2013年6月26日にリリースされ、無料でダウンロードできる。これは自由民主党総裁安倍晋三を模した「あべぴょん」というキャラクターがひたすら上空を目指すというゲームである。到達した高度ごとに称号が与えられ、得点に応じてバラを獲得できる。バラを集めることで「あべぴょん」の新たなコスチュームが入手できる。自民党がこのアプリの製作のために費やした費用は推定で1000万円。開発は岐阜県のタイムカプセル株式会社が担当した。
2013年4月の公職選挙法改正でインターネット選挙運動が解禁され、同年7月4日公示・7月21日執行の第23回参議院議員通常選挙を控えてのリリースであった。制作の総指揮をとったのは、同党ネットメディア局長で衆議院議員の平井卓也。2016年6月22日公示・7月10日執行の第24回参議院議員通常選挙に合わせてバージョンアップされている。
2022年7月12日の時点でGoogle PlayでのAndroid版配信はすでに終了しており、iOS版がApp Storeで配信されるのみだったが、同年8月9日までにApp StoreからiOS版が削除された。